# Gaston Doumergue

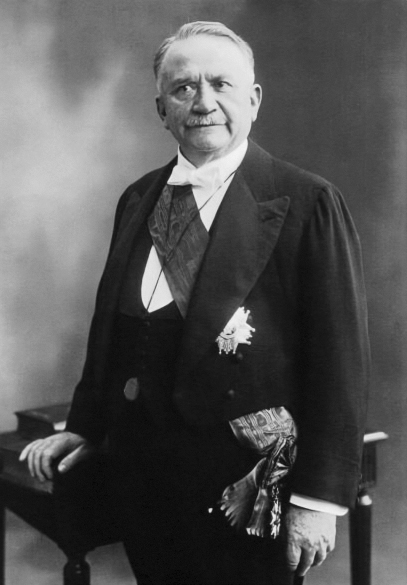
Gaston Doumergue (1924)

Pierre Paul Henri Gaston Doumergue (* 1. August 1863 in Aigues-Vives, Département Gard; † 18. Juni 1937 ebenda) war ein französischer Politiker und Präsident in der Zeit der Dritten Republik.
Zunächst Mitglied der Radikalen Partei, entwickelte sich Doumergue im Laufe seines Lebens zum Konservativen. Er war vom 9. Dezember 1913 bis zum 9. Juni 1914 Premierminister und von Juni 1924 bis Juni 1931 Präsident der Republik. Nach den Unruhen vom 6. Februar 1934 trat Premierminister Édouard Daladier zurück und Doumergue bildete ein 'Kabinett der nationalen Einheit'. Pierre-Étienne Flandin wurde am 8. November 1934 Doumergues Nachfolger.

## Herkunft und Beruf
Gaston Doumergue, 1863 im südfranzösischen Languedoc als Sohn einer alten protestantischen Weinbauernfamilie geboren, besuchte das Lycée in Nîmes. Er studierte und promovierte an der Juristischen Fakultät von Paris und war ab 1885 als Rechtsanwalt in Nîmes tätig. Ab 1890 arbeitete er als Staatsanwalt in Hanoi (Französisch-Indochina), 1893 wurde er zum Friedensrichter in Algier ernannt.

## Politische Karriere
Als Mitglied der linksliberalen Parti républicain, radical et radical-socialiste (kurz Parti radical oder „Radikalsozialisten“ genannt) wurde er 1893 für das Département Gard erstmals in die französische Abgeordnetenkammer gewählt. Dort hatte er dank seines Humors, seiner Toleranz und seiner Abneigung gegenüber jeglichem Doktrinarismus viele Freunde. Ab 1902 war er in beinahe jedem Kabinett als Minister vertreten: zuerst für Kolonien, ab 1906 für Handel, Industrie und Arbeit, ab 1908 für Bildung und Kunst. Ab 1910 gehörte Doumergue dem französischen Senat an. Von Dezember 1913 bis Juni 1914 war er erstmals selbst Premierminister einer Koalition aus radikalen und gemäßigten Republikanern sowie republikanischen Sozialisten; zugleich leitete er das Außenministerium.
Nach dem Ende seiner Amtszeit als Premier war er in den Regierungen der Union sacrée während des Ersten Weltkriegs ab dem 3. August 1914 Außenminister im Kabinett Viviani und dann im Kabinett Viviani II (26. August 1914 bis 29. Oktober 1915), im Kabinett Briand V und im Kabinett Briand VI Kolonialminister. Als solcher reiste er am 12. Februar 1917 nach Petrograd und schrieb das spektakulärste Kapitel in der Geschichte der französischen Kriegsziele ohne Wissen des Entente-Partners Großbritanniens. Das Angebot Doumergues an Russland zur freien Festsetzung seiner Westgrenze war der Versuch, einen Sonderfrieden dieses Alliierten mit dem Deutschen Reich zu verhindern. Am 14. Februar 1917 sicherte Russland seinerseits Frankreich Unterstützung bei dessen Forderungen zu. Frankreich wurde nicht nur Elsass-Lothringen, sondern ein Gebiet im Umfang des früheren Herzogtums Lothringen mit dem Saarbecken zugestanden, die nicht annektierten linksrheinischen Gebiete „sollen ein autonomes und neutrales Staatswesen“ unter französischem Schutz bilden, das besetzt bleiben sollte, bis alle Friedensbedingungen erfüllt seien.
Nach seinem Ausscheiden aus der Regierung im März 1917 (er hatte im Kabinett Ribot V keinen Ministerposten) gehörte Doumergue weiterhin dem Senat an; von 1923 bis 1924 war er dessen Präsident. Dieses hohe Amt erwies sich für seine Präsidentschaftskandidatur als vorteilhaft.

## Präsidentschaft 1924 bis 1931

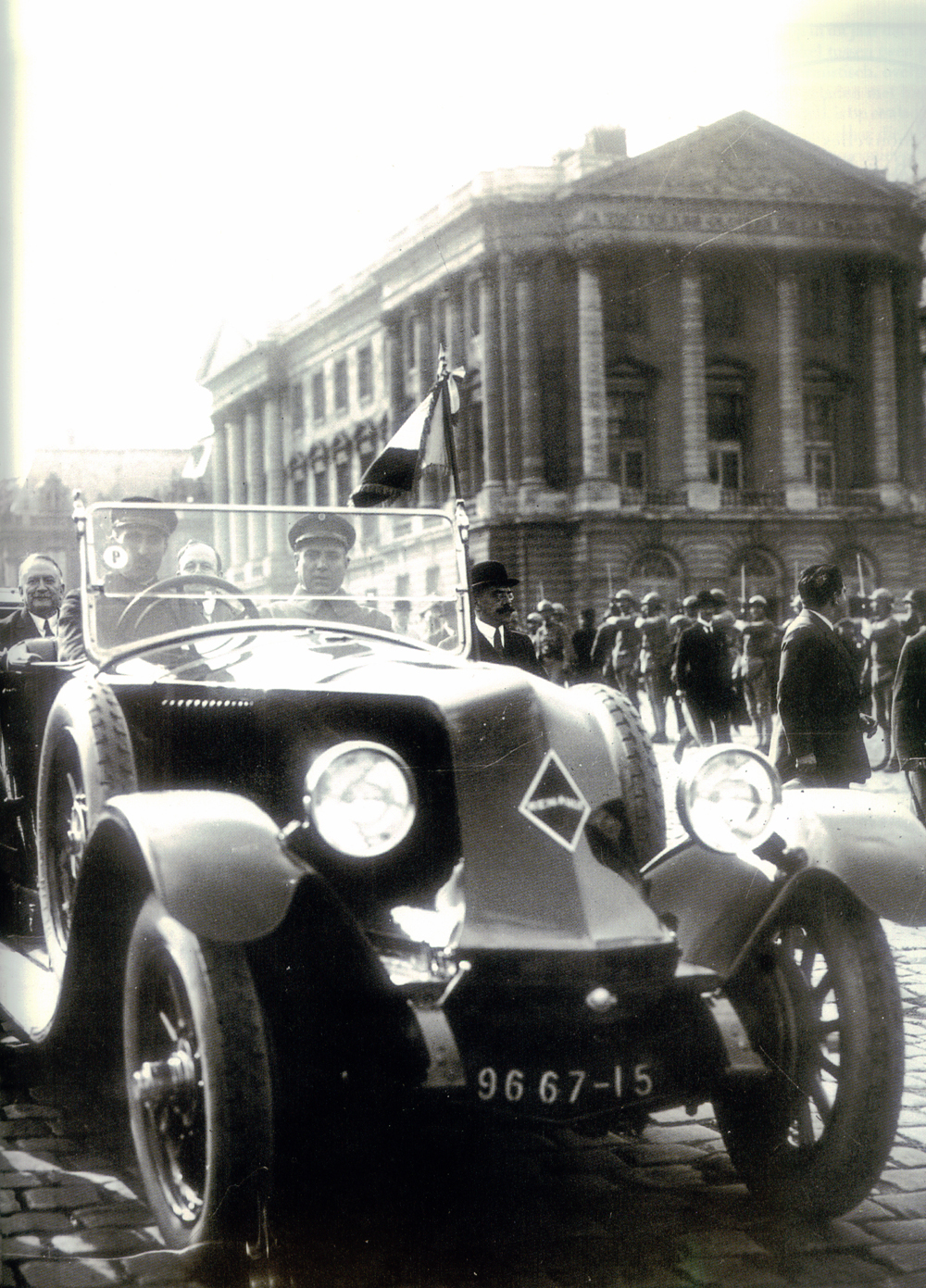
Gaston Doumergue verlässt Versailles nach seiner Wahl zum Präsidenten (Juni 1924)

Bei einer Testabstimmung am Vorabend der eigentlichen Präsidentschaftswahl durch die beiden Kammern des Parlaments lag Paul Painlevé von der Parti républicain-socialiste als offizieller Kandidat des Linksbündnisses Cartel des gauches (dem auch Doumergues Parti radical angehörte) mit 306 Stimmen vorn. Doumergue kam mit 149 Stimmen auf den zweiten Platz, weigerte sich aber, seine Kandidatur aufzugeben. Um Painlevé zu verhindern, zogen daraufhin die Mitte-rechts-Parteien PRDS und Fédération républicaine ihre (aussichtslosen) Kandidaten zurück und unterstützten Doumergue, der zwar der Parti radical angehörte, aber als gemäßigt und beinahe konservativ galt. So gewann dieser die Wahl am 13. Juni 1924 mit 515 Stimmen gegen 309 Stimmen für Painlevé.
Er löste Alexandre Millerand als Staatsoberhaupt ab. Doumergue war der erste Protestant im Amt des Präsidenten der Französischen Republik.
Wegen der Mehrheitsverhältnisse in der Nationalversammlung bildeten in den ersten beiden Jahren seiner Präsidentschaft die Linkspolitiker Édouard Herriot, Paul Painlevé und Aristide Briand die Regierungen. Im Juli 1926 beauftragte Doumergue jedoch Raymond Poincaré von der liberal-konservativen Alliance démocratique mit der Regierungsbildung. Diesem gelang es an der Spitze einer großen Koalition der Mitte (Union nationale), die gefährdete Wirtschaftslage wieder ins Gleichgewicht zu bringen. 
Außenpolitisch plädierte Doumergue angesichts des dort aufkeimenden Nationalismus für eine entschlossene Politik gegenüber Deutschland. Im Rifkrieg in Marokko setzte er am 13. Juli 1925 Marschall Philippe Pétain als Oberbefehlshaber ein; französische und spanische Truppen kämpften koordiniert gegen die gegen die Rif-Republik. Spanische Truppen setzten völkerrechtswidrig Senfgas ein; der Rifkabylen-Anführer Abd al-Karim ergab sich am 27. Mai 1926 französischen Truppen.
Ebenso wie in seiner Zeit als Abgeordneter war Doumergue auch als Präsident sehr beliebt. Gleichwohl lehnte er eine Kandidatur für eine zweite Amtszeit ab. Er heiratete am 1. Juni 1931 in Paris Jeanne Graves, geborene Gaussal (1878–1963). Nach dem Ende seiner siebenjährigen Amtszeit am 13. Juli 1931 zog er mit seiner Frau nach Südfrankreich.

## Letzte Jahre
Nach den Unruhen vom 6. Februar 1934 bildete der ehemalige Präsident als Premierminister abermals eine Regierung der Nationalen Einheit – von den Radikalsozialisten bis zur konservativen Fédération républicaine. Im November 1934 trat er jedoch im Alter von 71 Jahren von diesem Amt zurück, weil die mitregierende Parti radical einem Projekt über die Auflösung der Nationalversammlung und der Änderung des Staatshaushalts nicht zustimmte. Anschließend erhielt Doumergue einen Sitz in der allgemeinen Sektion der Académie des sciences morales et politiques.
Er wurde in Aigues-Vives bei Nîmes bestattet.